# Лоцманов, Сергей Николаевич
Сергей Николаевич Лоцманов (02.04.1906 — 20.01.1984) — советский учёный в области восстановления авиационной техники и пайки металлов, лауреат Сталинской премии (1950) и Ленинской премии (1966).

## Биография
Родился в Екатеринбурге в многодетной семье потомственных уральских металлургов.
С 13-летнего возраста подсобник на Верх-Исетском заводе.
В 1922 г. окончил Курганское землеустроительное училище и работал землеустроителем. В 1929—1930 гг. на комсомольской работе в г. Клин.
С 1930 по 1958 год на службе в Вооруженных Силах СССР. Окончил Ленинградскую военно-техническую школу им. К. Е. Ворошилова (1932), ВВИА им. Н. Е. Жуковского (1940), адъюнктуру ВВИА им. Н. Е. Жуковского (1945).
В 1935—1939 гг. разработал припой, флюс и технологию пайки алюминиевых сплавов для промышленного применения и войскового ремонта, которые широко использовались во время войны для полевого ремонта самолётов.
С февраля по декабрь 1942 г. помощник начальника НИО академии. Затем до марта 1944 г. старший инженер лаборатории кафедры материаловедения. В октябре 1945 г. окончил адъюнктуру и преподавал на той же кафедре. В 1951 г. защитил кандидатскую диссертацию.
С 1951 г. преподаватель кафедры технологии металлов и дерева. С 1956 г. заместитель начальника кафедры ремонта самолётов и авиационных двигателей.
В 1958 г. в звании полковника уволен с военной службы и перешёл на постоянную работу научным руководителем лаборатории пайки НИИТМ (с 1956 г. работал там по совместительству).
В 1947—1957 гг. руководитель отдела припоев и флюсов ВИАМ.
Организовал лаборатории пайки во ВНИИавтогенмаш и ВНИИнмаш (1965), ВНИИкриогенмаш (1969), кафедру пайки металлов в Тольяттинском политехническом институте (1969).
С 1977 г. на пенсии по состоянию здоровья.
Автор более 100 изобретений, более 70 научных публикаций, в том числе справочников, учебников, монографий. Подготовил 45 кандидатов и докторов наук.
Сталинская премия 1950 года — за разработку припоев и флюсов для пайки и сварки алюминия и его сплавов.
Ленинская премия 1966 года — за разработку технологии пайки основных узлов ЖРД.
Награждён орденами Ленина, Красного Знамени, Красной Звезды, медалью «За боевые заслуги».
Похоронен на Кунцевском кладбище.
Сочинения:
- Пайка металлов [Текст] : [Учебник для втузов] / С. Н. Лоцманов, И. Е. Петрунин. — Москва : Машиностроение, 1966. — 252 с. : ил.; 22 см.
- Пайка металлов [Текст] : [Учеб. пособие для машиностроит. специальностей вузов] / И. Е. Петрунин, С. Н. Лоцманов, Г. А. Николаев. — 2-е изд., испр. и доп. — Москва : Металлургия, 1973. — 281 с. : ил.; 22 см.